# Harry Vandiver
Harry Schultz Vandiver (Filadélfia, 21 de outubro de 1882 — 9 de janeiro de 1973) foi um matemático estadunidense.
Conhecido por seu trabalho em teoria dos números.
Nasceu em Filadélfia, filho de John Lyon e Ida Frances (Everett) Vandiver. Não completou nenhum curso universitário, decidindo abandonar a escola ainda jovem para trabalhar na firma de seu pai, mas frequentou algumas aulas de graduação na Universidade da Pensilvânia em 1904–1905.
De 1917 a 1919 foi membro da United States Navy Reserve, e em 1919 tornou-se instrutor de matemática da Universidade Cornell, onde lecionou durante cinco anos antes de tornar-se professor associado de matemática pura na Universidade do Texas em Austin, em 1924. Tornou-se professor pleno no ano seguinte, sendo nomeado distinguished professor de matemática aplicada em 1947. Permaneceu na Universidade do Texas em Austin até aposentar-se em 1966.
Vandiver recebeu o Prêmio Cole da American Mathematical Society por seu artigo sobre o último teorema de Fermat em 1931. Em 1952 usou um computador para estudá-lo, provando o resultado para todos os primos menores que 2000.
Uma questão que ele formulou frequentemente sobre o grupo de classes do ideal de corpo ciclotômicos, atualmente conhecida como conjectura de Kummer–Vandiver, foi proposta primeiramente em uma carta de 1849 de Ernst Kummer para Leopold Kronecker.
Foi palestrante do Congresso Internacional de Matemáticos em Toronto (1924 - On the first case of Fermat's last theorem).